# Kirkleatham
Kirkleatham är en ort och en unparished area i distriktet Redcar and Cleveland i grevskapet North Yorkshire i England. Orten är belägen 4 km från Redcar. Kirkleatham hade 7 458 invånare år 2020. Kirkleatham var en civil parish fram till 1974 när blev den en del av Guisborough. Civil parish hade 403 invånare år 1951. Orten nämndes i Domedagsboken (Domesday Book) år 1086, och kallades då Weslide/Westlid/Westlidum/Westlidun/Westude.